# Josef Stangler
Josef rytíř Stangler (29. října 1811 Dolní Třešňovec – 5. prosince 1893 Košetice) byl rakouský a český šlechtic a politik, v 2. polovině 19. století poslanec Říšské rady.

## Biografie
Působil jako velkostatkář. Roku 1882 získal Řád železné koruny a byl povýšen do rytířského stavu. Od roku 1845 mu patřilo panství Horka u Zruče nad Sázavou. Roku 1848 získal i statek Košetice u Humpolce. Vlastnil také statek Maříž u Dačic, který pak zdědil jeho syn Leo. Syn Kamil Stangler byl rovněž zemským poslancem.
Již v zemských volbách v roce 1861 byl zvolen na Český zemský sněm za kurii velkostatkářskou, nesvěřenecké velkostatky. Mandát obhájil v zemských volbách v lednu 1867. Do sněmu se vrátil v zemských volbách roku 1870. Opětovně na sněm usedl po zemských volbách roku 1883. Mandát obhájil i v zemských volbách roku 1889. Zastupoval Stranu konzervativního velkostatku, která podporovala český národní a federalistický program.
Zemský sněm ho roku 1871 zvolil i do Říšské rady (celostátní parlament, volený nepřímo zemskými sněmy). Na práci parlamentu se ovšem nepodílel a jeho mandát byl 23. února 1872 prohlášen pro absenci za zaniklý. Uspěl pak v přímých volbách do Říšské rady roku 1879 za velkostatkářskou kurii v Čechách. Mandát obhájil i v řádných volbách do Říšské rady roku 1885.
Po volbách v roce 1879 se na Říšské radě připojil k Českému klubu (jednotné parlamentní zastoupení, do kterého se sdružili staročeši, mladočeši, česká konzervativní šlechta a moravští národní poslanci). Jako člen parlamentního Českého klubu se uvádí i po volbách v roce 1885.